# Lichenopora smitti
Lichenopora smitti är en mossdjursart. Lichenopora smitti ingår i släktet Lichenopora och familjen Lichenoporidae. Inga underarter finns listade i Catalogue of Life.